# Salem (comuna da Suécia)
Salem (em sueco: Salem kommun) é uma comuna da Suécia localizada no condado de Estocolmo. Sua capital é a cidade de Salem. Possui 54,1 quilômetros quadrados e segundo censo de 2018, havia 16 786 habitantes.